# Atriplex
Atriplex és un gènere de plantes amb flor de la família de les amarantàcies (Amaranthaceae), encara que tradicionalment pertanyia a l'antiga família de les quenopodiàcies. Moltes es coneixen en català amb el nom de "salat" o "blet". Les espècies del gènere Atriplex són de fulla comestible i algunes tenen importància localment. La preferida com a verdura és el blet moll o armoll (Atriplex hortensis).

## Taxonomia
El gènere Atriplex té entre un i dos centenars d'espècies. Entre elles:
- Atriplex alaskensis
- Atriplex amnicola
- Atriplex californica
- Atriplex calotheca
- Atriplex canescens
- Atriplex confertifolia
- Atriplex coronata
- Atriplex glabriuscula
- Atriplex halimus - salat blanc, salgada vera
- Atriplex heterosperma
- Atriplex hortensis - blet moll o armoll
- Atriplex hymenelytra
- Atriplex laciniata - blet laciniat o herba de ventre
- Atriplex lentiformis
- Atriplex littoralis
- Atriplex longipes
- Atriplex nitens
- Atriplex nummularia
- Atriplex nuttallii
- Atriplex oblongifolia
- Atriplex patula - blet moll o salat de fulla estreta
- Atriplex polycarpa
- Atriplex praecox
- Atriplex prostrata - herba molla, blet moll o salat pudent
- Atriplex rosea
  - Atriplex rosea L. subsp. tarraconensis - herba cendrera
- Atriplex sibirica
- Atriplex tatarica - salat de Tartària

Algunes obres de referència (com Flora Iberica) separen algunes espècies en un altre gènere (Halimione). En canvi la Flora dels Països Catalans o "Plants of the World Online" (POWO)consideren que cal incloure'ls dins del gènere Atriplex:
- Halimione portulacoides (L.) Aellen (=Atriplex portulacoides L).